# Direttiva dell'Unione Europea 2006/123/CE
La direttiva dell'Unione Europea 2006/123/CE, conosciuta come Direttiva Bolkestein, è una direttiva dell'Unione Europea relativa ai servizi nel mercato europeo comune, presentata dalla Commissione europea nel febbraio 2004, approvata ed emanata nel 2006. Venne così detta da Frits Bolkestein, commissario europeo per il mercato interno della Commissione Prodi, in quanto ha curato e sostenuto questa direttiva. 

## Storia
La genesi della direttiva subì critiche e osservazioni, infatti il Partito Popolare Europeo e il Partito Socialista Europeo, i due principali partiti del Parlamento europeo, raggiunsero un compromesso che elimina il principio del paese di origine e inserisce numerose eccezioni e protezioni per evitare ogni possibile riduzione della tutela sociale. Il testo del compromesso, adottato dal Parlamento Europeo in seduta plenaria il 16 febbraio 2006, viene spesso indicato con il nome della relatrice socialista tedesca Evelyne Gebhardt.
La prima votazione è stata respinta con 153 voti a favore e 486 contro, seguendo la proposta del Partito Verde Europeo e della Sinistra Europea di respingere in toto la direttiva. Il compromesso è stato approvato con 391 voti a favore, 213 contrari e 34 astenuti. Hanno votato a favore gran parte dei popolari, dei liberali e dei socialisti, con l'eccezione dei socialisti francesi. Si sono invece pronunciati contrari la maggioranza dei rappresentanti della Sinistra Europea, dei Verdi, Indipendenza e Democrazia e l'Unione per l'Europa delle Nazioni.
Il nuovo testo distingue l'accesso ai mercati europei, che deve essere il più possibile libero e de-regolamentato, dall'esercizio delle attività di servizi, che devono essere quelle del paese di destinazione per non interferire con gli equilibri dei mercati locali. Vengono esplicitate numerose eccezioni prima ambigue, come l'esclusione dei servizi di interesse generale forniti dallo Stato, o il fatto che la direttiva si riferisce ai settori già privatizzati, e non riguarda la privatizzazione o l'abolizione dei monopoli. Oltre all'esclusione dei servizi di interesse generale, ovvero i servizi gestiti dallo Stato nell'ambito della sua politica sociale, già esclusi nella prima versione della direttiva, viene aggiunta la possibilità di escludere alcuni servizi di interesse economico generale. Infine, viene ribaltato l'obbligo di controllo sulle attività di prestazione temporanea di servizi, che nella versione originale era riservata allo stato di origine; è ora lo stato di destinazione a garantire il rispetto del proprio diritto nazionale. Il compromesso ha ottenuto l'approvazione della Confederazione europea dei sindacati, oltre che della maggioranza del Parlamento Europeo. Si può affermare che il compromesso abbia soddisfatto l'ampia categoria di coloro che avevano visto nella prima versione della direttiva troppe carenze nelle tutele sociali. Rimangono voci di insoddisfazione, che possono essere ricondotte a due categorie: coloro che speravano in una direttiva più liberale, e ritengono che i vantaggi economici saranno ora gravemente limitati, e parlano di un'occasione perduta per l'Europa; coloro che, sia all'estrema destra che all'estrema sinistra, abbracciano posizioni nazionaliste e non condividono il principio della limitazione dei poteri degli stati e l'equiparazione dei diritti dei cittadini di altri paesi europei.
Il testo della direttiva così emendato è poi ritornato all'esame del Parlamento e del Consiglio dell'Unione europea, come previsto dalla procedura legislativa di codecisione, che l'hanno definitivamente approvato il 12 dicembre 2006. La direttiva è stata definitivamente approvata da Parlamento e Consiglio, profondamente emendata rispetto alla proposta originaria, il 12 dicembre 2006, divenendo la direttiva 2006/123/CE del 12 dicembre 2006. La direttiva è stata pubblicata nella Gazzetta Ufficiale dell'Unione europea (L 376) il 27 dicembre 2006 Gli Stati membri avrebbero dovuto recepirla nei rispettivi ordinamenti nazionali entro il 28 dicembre 2009. La Commissione Europea (DG Mercato interno e servizi) ha pubblicato un manuale di attuazione della direttiva, destinato ai governi nazionali.

## Analisi
Secondo il parere della Commissione Europea, che nel luglio 2002 ha presentato una relazione sullo stato del mercato interno dei servizi, l'integrazione del mercato interno in questo ambito è ben lontana dallo sfruttare in pieno le potenzialità di crescita economica. La direttiva Bolkestein ha quindi l'obiettivo di facilitare la circolazione di servizi all'interno dell'Unione europea, perché i servizi rappresentano il 70% dell'occupazione in Europa, e la loro liberalizzazione, a detta di numerosi economisti, aumenterebbe l'occupazione e il PIL dell'Unione europea. La direttiva Bolkestein si inserisce nello sforzo generale di far crescere competitività e dinamismo in Europa per rispettare i criteri della Strategia di Lisbona. Inoltre la libertà di stabilimento e la libera circolazione dei prestatori di servizi sono importanti diritti dei cittadini europei, e sono alcune delle libertà economiche principali presenti già nel Trattato di Roma del 1957.
La direttiva non intende disciplinare nello specifico l'ampio settore dei servizi: si propone come un direttiva-quadro, che pone poche regole molto generali e lascia agli stati membri la decisione su come meglio applicare i principi da essa enunciati. Il principio generale a cui si ispira è stato individuato dalla Corte di giustizia dell'Unione Europea nella famosa sentenza Cassis de Dijon, del 1979, relativa alla libera circolazione dei beni. La Corte aveva sostenuto che se un bene è prodotto e commerciato legalmente in uno stato europeo, gli altri stati membri non possono limitarne la circolazione bensì presupporre la sua conformità. Si tratta in parole povere di un principio di mutua fiducia, che ha permesso di eliminare in un colpo solo molte minute differenze di regolamentazioni che limitavano i progressi del mercato interno. La direttiva Bolkestein intende utilizzare un simile principio nel settore dei servizi. La direttiva non riguarda alcuni ambiti disciplinati a parte da altre norme comunitarie: i servizi finanziari, le reti di comunicazione elettronica, i servizi di trasporto, il settore fiscale.

## Contenuto
La direttiva è basata sugli articoli 47.2 e 55 del Trattato della Comunità europea. La procedura legislativa è la codecisione. La direttiva è organizzata su tre ambiti, concernenti l'eliminazione degli ostacoli alla libertà di stabilimento, l'eliminazione degli ostacoli alla libera circolazione dei servizi e, infine, l'instaurazione della fiducia reciproca tra stati membri.

### Libertà di stabilimento e gli sportelli unici
La direttiva Bolkestein intende semplificare le procedure amministrative, eliminare l'eccesso di burocrazia e soprattutto evitare le discriminazioni basate sulla nazionalità o per coloro che intendono stabilirsi in un altro paese europeo per prestare dei servizi.
Per raggiungere questi obiettivi propone la creazione di sportelli unici dove i prestatori di servizi possano portare a termine tutte le formalità necessarie, la possibilità di espletare queste procedure via internet, l'eliminazione di requisiti burocratici "inutili", autorizzazioni discriminatorie e discriminazioni basate sulla nazionalità.

### Libera circolazione dei servizi
La libera circolazione dei servizi si differenzia dallo stabilimento perché riguarda i casi di chi si sposta temporaneamente da un paese all'altro con l'obiettivo di fornire un servizio limitatamente nel tempo. In questi casi non sono necessarie le registrazioni che si compiono nel caso dello stabilimento, ma si deve decidere a quale legge risponde chi attraversa le frontiere con questo scopo.
La direttiva adotta il principio del paese di origine, secondo il quale un prestatore di servizi che si sposta in un altro paese europeo deve rispettare la legge del proprio paese di origine. Questo per incoraggiare i prestatori di servizi a spostarsi senza doversi informare su 25 diverse legislazioni nazionali. Il principio del paese d'origine è stato totalmente abbandonato nella versione definitiva della direttiva.
Il principio del paese d'origine riguarda principalmente aspetti legali quali diplomi, regolamenti, necessità di autorizzazioni particolari. Ne è quasi del tutto escluso il diritto del lavoro, che è già regolamentato dalla direttiva 96/71/CE (relativa al distacco dei lavoratori nell'ambito di una prestazione di servizi).

Sono dunque escluse dal principio del paese d'origine tutte le tutele fondamentali dei diritti dei lavoratori, compreso il salario minimo, salute, igiene, sicurezza, diritti delle gestanti e puerpere, diritti di bambini e giovani, parità di trattamento tra uomo e donna, ferie retribuite. Resterebbero soggetti al principio del paese di origine il diritto di sciopero, le condizioni di assunzione e di licenziamento, gli oneri previdenziali.
Esistono anche altre deroghe generali al principio di origine, soprattutto materie regolate a parte da altre norme europee, tra cui le principali sono: i servizi postali; la distribuzione di energia elettrica, gas, acqua; le qualifiche professionali; i diritti d'autore; le ragioni di ordine pubblico, salute o sicurezza. Esistono deroghe transitorie al principio di origine: trasporto di fondi, giochi d'azzardo, recupero giudiziario di crediti. In casi eccezionali, uno stato può applicare deroghe per casi individuali al principio di origine, tra cui le principali sono: esercizio di una professione sanitaria, tutela dell'ordine pubblico.

### Fiducia reciproca tra stati
La direttiva promuove l'armonizzazione delle legislazioni dei paesi membri in ambiti quali la tutela dei consumatori, l'assicurazione professionale e la risoluzione delle controversie; promuove anche la collaborazione tra autorità nazionali e la creazione di codici di condotta.

## Critiche e polemiche

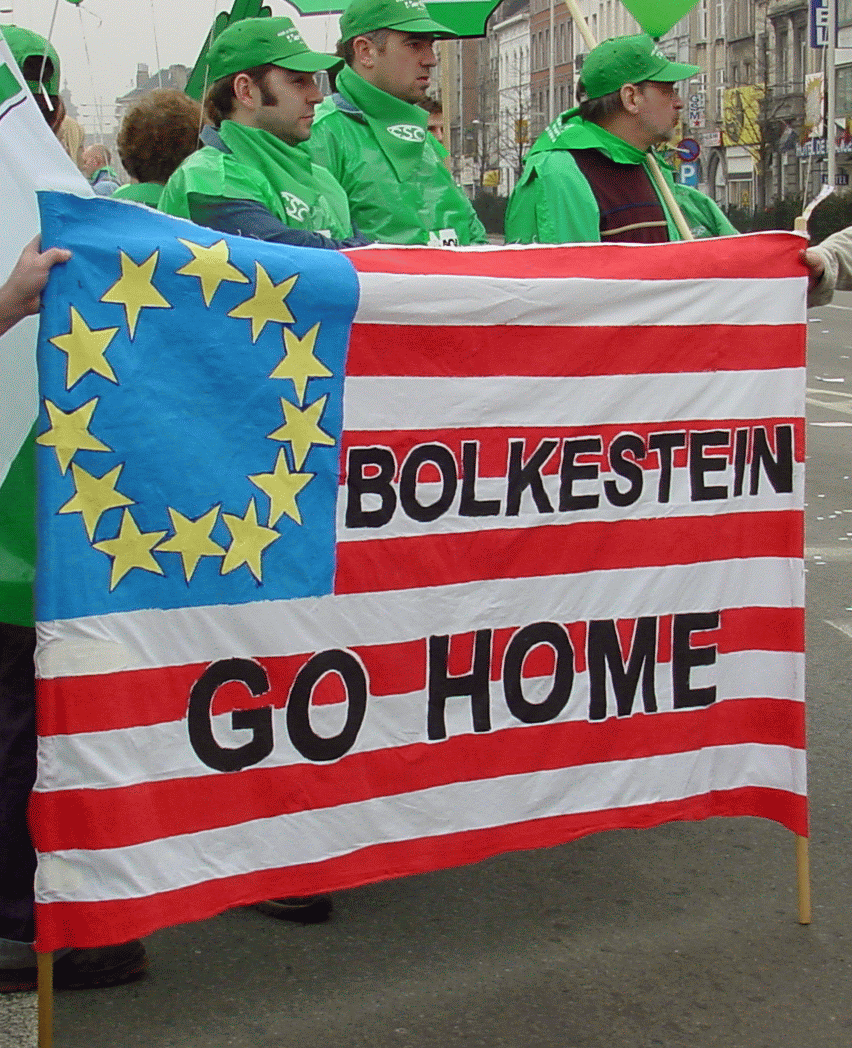
Manifestanti contro la Direttiva Bolkestein

Il principio del paese di origine è stato subito molto contestato e ha destato vive preoccupazioni: i suoi oppositori sostengono che possa causare del dumping sociale, ovvero stimolare una corsa al ribasso per quanto riguarda le tutele sociali, i diritti dei lavoratori e il livello delle retribuzioni.

### Osservazioni positive
I sostenitori della direttiva Bolkestein, tra cui si annoverano i dieci nuovi stati membri e il Regno Unito, oltre a gruppi politici di estrazione liberale, ritengono invece poco fondati i timori di dumping sociale, perché il diritto del lavoro è quasi del tutto escluso dall'ambito della direttiva e perché sostengono che tutti i paesi europei presentano un livello di tutele sociali più che sufficiente. Un altro argomento a favore della direttiva è che l'aumento dell'occupazione e della produttività legati alla liberalizzazione dei servizi in Europa porterebbero ai lavoratori vantaggi di gran lunga superiori agli svantaggi iniziali.

### Osservazioni negative
Il processo di approvazione della direttiva venne tuttavia criticato a suo tempo interrotto in seguito alle forti polemiche che sono nate intorno ad essa; in particolare, la direttiva è stata indicata come la prova di una deriva liberista che, secondo la sinistra radicale, i verdi e alcune formazioni sociali, starebbe investendo l'Unione europea.
L'accesa discussione sulla direttiva ha avuto anche riflessi in altri campi: è stata individuata come una delle cause della disaffezione dei cittadini europei verso le istituzioni, ed è stata considerata una delle ragioni del fallimento del referendum francese, nonché di quello olandese, sulla Costituzione europea.

### Il caso dell'idraulico polacco
Il timore che la scarsa protezione sociale dei nuovi stati membri erodesse le tutele dei vecchi stati membri è stato rappresentato in Francia dallo spauracchio dell'idraulico polacco, che avrebbe distrutto gli equilibri del mercato del lavoro francese. Lo stesso timore si è concretizzato in un fatto più concreto in Svezia, dove si è verificato il caso Vaxholm. In Svezia non esiste una legge sul salario minimo, che viene invece concordato dalla libera concertazione tra sindacati e associazioni di datori di lavoro.
Per questo motivo un'impresa lettone, che aveva vinto un appalto di costruzione nella cittadina di Vaxhlom, si era ritenuta autorizzata, alla luce della direttiva 96/71/CE, di applicare il salario lettone. Questo caso e altre situazioni analoghe avevano aumentato le preoccupazioni per l'esistenza di troppe zone grigie nella legislazione proposta, che avrebbero portato a una corsa al ribasso delle tutele sociali. Preoccupazioni analoghe erano state espresse per quel che riguarda la tutela dell'ambiente e dei consumatori.

## Il recepimento negli stati membri

### Italia

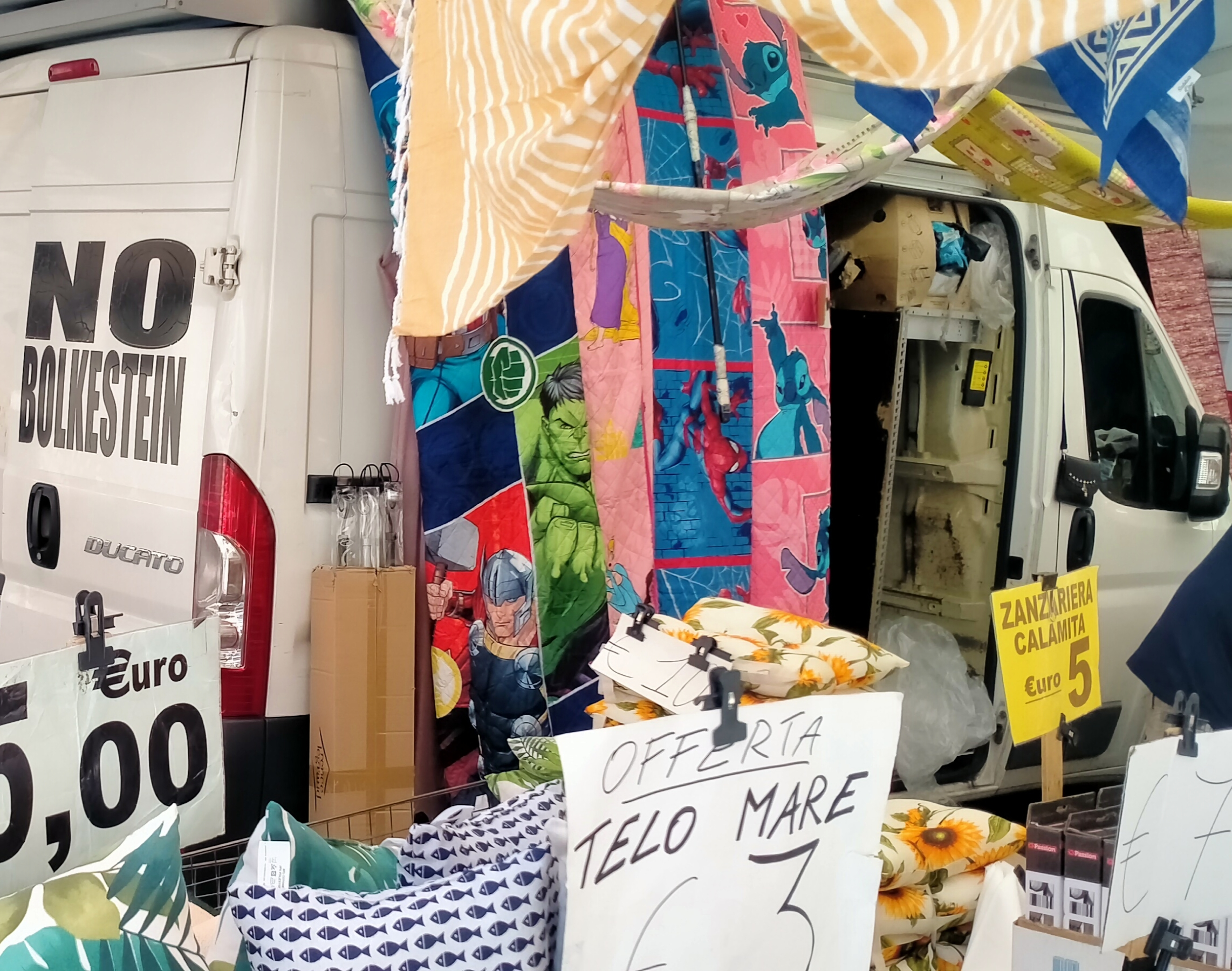
Slogan anti-Bolkestein su un furgone presso il mercato settimanale di Pistoia, luglio 2024

Alla direttiva è stata data parziale attuazione in Italia mediante il decreto legislativo 26 marzo 2010, n. 59, pubblicato sulla Gazzetta Ufficiale n. 94 del 23 aprile 2010.